# Ratoser Stein
Ratoser Stein är en bergstopp i Schweiz.   Den ligger i regionen Prättigau/Davos och kantonen Graubünden, i den östra delen av landet, 170 km öster om huvudstaden Bern. Toppen på Ratoser Stein är 2 474 meter över havet, eller 94 meter över den omgivande terrängen. Bredden vid basen är 0,68 km.
Terrängen runt Ratoser Stein är bergig åt nordväst, men åt sydost är den kuperad. Närmaste större samhälle är Chur, 8,2 km väster om Ratoser Stein. 
Trakten runt Ratoser Stein består i huvudsak av gräsmarker. Runt Ratoser Stein är det glesbefolkat, med 17 invånare per kvadratkilometer.